# Anastasio Somoza García
Anastasio Somoza García (San Marcos, 1 de febrer de 1896 – Zona del Canal de Panamà, 29 de setembre de 1956), polític, militar i dictador nicaragüenc, conegut pel nom familiar Tacho.
Quan dirigia les forces armades del seu país, va fer assassinar el general Sandino i els seus col·laboradors, i després va exercir el càrrec de president de la República de Nicaragua en dos períodes, entre l'1 de gener de 1937 i l'1 de maig de 1947, i entre el 6 de maig de 1950 i el 29 de setembre de 1956, quan morí en un atemptat.
Dos dels seus fills, Luis Somoza Debayle i Anastasio Somoza Debayle (Tachito), també van ser dictadors de Nicaragua.